# داریو یوریچان
داریو یوریچان (به کرواتی: Dario Juričan)
کارگردان، تهیه‌کننده، و کنشگر سیاسی اهل کرواسی است. او در سال ۲۰۱۹ برای مدت کوتاهی نام خود را به میلان بندیچ تغییر داد. او بیشتر برای ساختن فیلم‌های مستند رئیس و رئیس: آغاز شناخته می‌شود که به نقد زندگی و تأثیرات سیاسی تاجران کروات ایویکا تودوریچ و میروسلاو کوتله اختصاص دارند.

## زندگی‌نامه
یوریکان در ۱۹۷۶ در زاگرب جمهوری فدرال سوسیالیستی یوگسلاوی متولد شد.
او مدرک کارشناسی ادبیات تطبیقی و مطالعات ادبیات آلمانی از دانشگاه زاگرب را دارد و مدرکی هم در فیلمسازی از آکادمی فیلم لندن گرفته‌است.

## فیلمسازی
یوریچان فعالیتش به عنوان کارگردان فیلم‌های مستقل را در سال ۲۰۰۳ آغاز کرد. در سال ۲۰۱۰ فیلم آیا قصه‌ای داری؟ (به کرواتی: Imaš ti neku priču?) اثر او در جشنواره لوکارنو اکران شد. در سال ۲۰۱۲ فیلم او با عنوان I, J, K, L برنده جایزهٔ بهترین فیلم‌نامه در جشنواره فیلم کرواسی شد.
در ۲۰۱۶ یوریچان فیلم بلند مستندی با عنوان رئیس(به کرواتی: Gazda) ساخت که به نقد زندگی تاجر کروات ایویکا تودوریچ و شرکت او آگروکور می‌پردازد.
در ۲۰۱۸ یوریچان ادامه‌ای بر رئیس با عنوان رئیس: آغاز(به کرواتی: Gazda: Početak) ساخت که به شکست خصوصی‌سازی و دستگاه قضایی در کرواسی می‌پردازد و بر زندگی تاجر کروات میروسلاو کوتله تمرکز دارد.

## فعالیت‌های سیاسی
در ۱۸ سپتامبر ۲۰۱۹، یوریچان اعلام کرد که برای انتخابات ریاست جمهوری کرواسی نامزد خواهد شد. یوریچان نامش را به‌صورت قانونی به میلان بندیچ (نام سیاستمدار کروات و شهردار شهر زاگرب در آن زمان) تغییر داد. وزارت امور عمومی کرواسی از ثبت‌نام او با نام بندیچ جلوگیری کرد ولی پس از شکایت به دادگاه قانون اساسی، یوریچان اجازه یافت که با نام قانونی‌اش در انتخابات شرکت کند.
شعار یوریچان در این انتخابات «فساد برای همه» بود. هدف یوریچان از این شعارِ طعنه‌آمیز جلب توجه عموم به مسئلهٔ فساد گستردهٔ نخبگان سیاسی در کرواسی بود.
یوریچان در روز انتخابات (۲۲ دسامبر ۲۰۱۹) با کسب ۸۷٬۸۸۲ رای (۴٫۶۱٪ کل آرا) در جایگاه پنجم جای گرفت.

## یادداشت
1. ↑  Gazda
2. ↑  Gazda: Početak